# Rijeka Open 2011
Il Rijeka Open 2011 è stato un torneo professionistico di tennis maschile giocato sulla terra rossa. È stata la 5ª edizione del torneo, che fa parte dell'ATP Challenger Tour nell'ambito dell'ATP Challenger Tour 2011. Si è giocato a Fiume in Croazia dal 30 maggio al 5 giugno 2011.

## Partecipanti

### Teste di serie
| Nazionalità | Giocatore       | Ranking* | Testa di serie |
| ----------- | --------------- | -------- | -------------- |
| Slovenia    | Blaž Kavčič     | 82       | 1              |
| Argentina   | Diego Junqueira | 104      | 2              |
| Portogallo  | Rui Machado     | 110      | 3              |
| Francia     | Éric Prodon     | 124      | 4              |
| Italia      | Paolo Lorenzi   | 128      | 5              |
| Argentina   | Brian Dabul     | 147      | 6              |
| Francia     | Vincent Millot  | 152      | 7              |
| Slovenia    | Grega Žemlja    | 154      | 8              |

- Ranking al 23 maggio 2011.

### Altri partecipanti
Giocatori che hanno ricevuto una wild card:
- Dino Marcan
- Nikola Mektić
- Kristijan Mesaroš
- Borut Puc

Giocatori che sono entrati nel tabellone principale come alternate:
- Antonio Veić

Giocatori che sono passati dalle qualificazioni:
- Andrea Arnaboldi
- Nicolas Devilder
- Pedro Sousa
- Gabriel Trujillo Soler

## Campioni

### Singolare
Rui Machado ha battuto in finale  Grega Žemlja con il punteggio di 6–3, 6–0

### Doppio
Paolo Lorenzi /  Júlio Silva hanno battuto in finale  Lovro Zovko /    Dino Marcan con il punteggio di 6–3, 6–2